# Fight Games
Ne doit pas être confondu avec Homme fort (hockey sur glace).
Série
Goon: Last of the Enforcers
(2017)
Pour plus de détails, voir Fiche technique et Distribution.
Fight Games ou Goon : Dur à cuire au Québec (Goon) est un film canadien réalisé par Michael Dowse sorti en  2012.

## Synopsis
Doug Glatt (Seann William Scott) est un homme gentil mais pas très intelligent. Il devient le bagarreur d'une équipe de hockey sur glace de ligue mineure.

## Fiche technique
- Réalisation : Michael Dowse
- Scénario : Jay Baruchel, Evan Goldberg, Adam Frattasio
- Directeur de la photographie : Bobby Shore
- Musique : Ramachandra Borcar
- Montage : Reginald Harkema
- Date de sortie : 27 février 2012

## Distribution
Source et légende : Version française (VF), Version québécoise (VQ)
- Seann William Scott (VFB : Pierre Lognay ; VQ : Patrice Dubois) : Doug Glatt
- Jay Baruchel (VFB : Aurélien Ringelheim ; VQ : Nicholas Savard L'Herbier) : Pat
- Marc-André Grondin (VFB : Sébastien Hébrant ; VQ : lui-même) : Xavier Laflamme
- Liev Schreiber (VFB : Jean-Michel Vovk ; VQ : Patrick Chouinard) : Ross Rhea
- Alison Pill (VFB : Claire Tefnin ; VQ : Magalie Lépine-Blondeau) : Eva
- Kim Coates (VFB : Philippe Résimont ; VQ : Sébastien Dhavernas) : Ronnie Hortense (entraîneur chef des Highlanders)
- Jonathan Cherry (VFB : Alain Eloy ; VQ : Louis-Philippe Dandenault): Marco Belchior (Gardien des Highlanders)
- Richard Clarkin (VFB : Olivier Cuvellier ; VQ : Patrice Robitaille) : Gord Ogilvey (Capitaine des Highlanders)
- Nicholas Campbell (VFB : Guy Pion ; VQ : Yvan Ponton) : Rollie Hortense (Entraîneur des Assassins)
- Eugene Levy (VFB : André Pauwels ; VQ : Raymond Bouchard) : Dr Glatt (Père de Doug)
- Ricky Mabe (VFB : Gauthier de Fauconval) : John Stevenson
- Karl Graboshas (VFB : Grégory Praet) : Oleg
- George Tchortov (VFB : Stéphane Pelzer) : Evgeni
- Georges Laraque (VQ : lui-même) : Huntington (Bagarreur des Patriots d'Albany)
- Jere Gillis : Quebec # 1

### Box-office
- Box-office  États-Unis : 4 168 528 $[3]
- Box-Office  Mondial : 6 423 094 $[3]